# بویان بازلی
بویان بازلی (صربی‌کرواتی: Bojan Bazelli؛ زادهٔ ۱۵ اوت ۱۹۵۷) فیلم‌بردار و کارگردان فیلم اهل مونته‌نگرو است. وی دانش‌آموختۀ دانشکده سینما و تلویزیون آکادمی هنرهای نمایشی پراگ است و با کارگردانان بزرگی همچون ایبل فرارا، گور وربینسکی، داگ لیمان، پل شریدر، آدام شنکمن و مایکل بی همکاری نموده است.

## گزیدهٔ آثار
- زیر آب (۲۰۲۰)
- شش زیرزمینی (۲۰۱۹)
- دزدان دریایی کارائیب: مردگان حکایت نمی‌کنند (۲۰۱۷)
- درمانی برای سلامتی (۲۰۱۶)
- اژدهای پیت (۲۰۱۶)
- رنجر تنها (۲۰۱۳)
- دوران راک (۲۰۱۲)
- برلسک (۲۰۱۰)
- شاگرد جادوگر (۲۰۱۰)
- جی-فورس (۲۰۰۹)
- اسپری مو (۲۰۰۷)
- حلقه (۲۰۰۲)
- زیبایی خطرناک (۱۹۹۸)
- شوگر هیل (۱۹۹۴)
- نجات از شکار شدن (۱۹۹۴)
- جسددزدها[۴] (۱۹۹۳)
- کالیفرنیا (۱۹۹۳)
- هلنای مشت‌زن (۱۹۹۳)
- پادشاه نیویورک (۱۹۹۰)
- پتی هرست (۱۹۸۸)